# Hrabstwo Wayne (Pensylwania)
Wayne – hrabstwo w stanie Pensylwania w USA. Populacja liczy 52822 mieszkańców (stan według spisu z 2010 roku).
Powierzchnia hrabstwa to 1945 km² (w tym 54 km² stanowią wody). Gęstość zaludnienia wynosi 27,9 osoby/km².

## Miejscowości

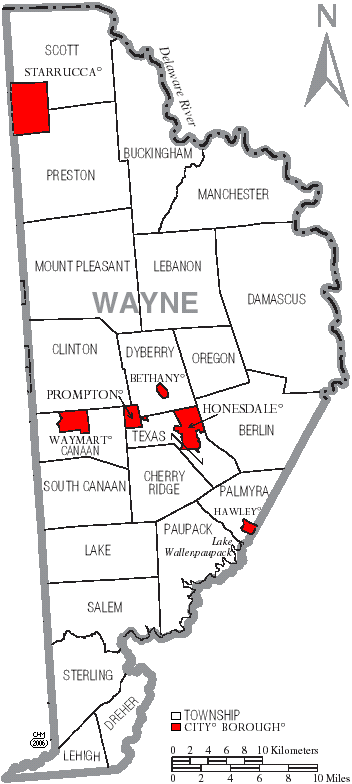
Rozmieszczenie miast i Broughs na mapie hrabstwa

### Boroughs
| - Bethany - Hawley - Honesdale | - Prompton - Starrucca - Waymart |